# Kulturbau
Kulturbau (auch Kulturbautechnik oder Kulturtechnik) ist innerhalb der Ingenieurwissenschaften ein Gebiet des Bauingenieurwesens, das sich mit Küstenschutz und dem Wasserbau sowie allen bautechnischen Maßnahmen, die die land- und forstwirtschaftliche Nutzung verbessern, befasst. Dazu gehören zum Beispiel auch der Bau von Wirtschaftswegen sowie Maßnahmen zur Entwässerung oder Grundwasseranhebung.